# Маседу-де-Кавалейруш (район)
Маседу-де-Кавалейруш (порт. Macedo de Cavaleiros) — район (фрегезия) в Португалии, входит в округ Браганса. Является составной частью муниципалитета Маседу-де-Кавалейруш. По старому административному делению входил в провинцию Траз-уж-Монтиш и Алту-Дору. Входит в экономико-статистический субрегион Алту-Траз-уш-Монтеш, который входит в Северный регион. Население составляет 6087 человек на 2001 год. Занимает площадь 15,34 км².